# Luna Halo
 Luna Halo  — американская рок-группа, основанная в 1999 году, в Нашвилле, штат Теннесси.

## История
В 2000 году фронтменом Luna Halo стал бывший фронтмен Reality Check Натан Барлоу, и они выпустили свой дебютный компакт-диск Shimmer на христианском музыкальном лейбле Sparrow Records. Несмотря на то, что Shimmer получил высокую оценку критиков и они заказали много церковных концертов, Luna Halo покинула Sparrow Records и христианскую музыкальную индустрию, прежде чем записать свой следующий альбом из-за творческих разногласий. Макинтош был лидером прославления в мегацеркви Horizon Christian Fellowship своего отца в Сан-Диего, Калифорния.
Окончательная версия Luna Halo состояла из участников, отличных от более ранних версий, и хотя некоторые из участников группы утверждают, что они христиане, они говорят, что отказались от прозвища «христианская группа».
В течение двух лет состав группы изменился, и Барлоу остался единственным участником первоначальной группы. Барлоу заменил гитариста Макинтоша своим младшим братом Кэри Барлоу, Аарон Дженкинс заменил басиста Брэда Майнора, а барабанщик Крис Коулман заменил Джонатана Смита, также известного как TheRealJonSmith, завершив состав новой Luna Halo.
Слухи о предстоящей сделке с крупным лейблом начали появляться в 2004 году, и о сделке с DreamWorks было объявлено преждевременно, но позже оказалось, что это неправда (группа официально не подписала контракт). Группа выпустила ещё один EP Wasting Away (изначально записан как демо для DreamWorks) и открыл несколько шоу для артистов Velvet Revolver, Hoobastank, Collective Soul, Ours, Needtobreathe и Family Force 5.
В 2005 году Luna Halo подписали контракт с American Recordings и начали работу над своим вторым альбомом Luna Halo. Первоначально запланированный к выпуску летом 2006 года, альбом страдал от задержек. Это произошло из-за ухода владельца American Recordings Рика Рубина из Warner Bros в Columbia Records. Альбом был наконец выпущен в конце 2007 года.
18 июня 2008 года группа опубликовала заявление, в котором говорилось, что барабанщик Крис Коулман покидает группу, чтобы отдохнуть от музыки и вернуться в школу. В ноябре к группе присоединился Джонатан Смит, он же TheRealJonSmith (первоначальный барабанщик Luna Halo).
В мае 2008 года группа сняла видеоклип на песню «World On Fire», снятый Крисом Гридером вместе с Flying Dog Films.
24 ноября 2008 года группа опубликовала заявление через MySpace, в котором говорилось, что Аарон Дженкинс покидает группу, потому что он ожидает рождения второго ребёнка. 16 декабря группа объявила Виктора Бродена своим новым басистом.
13 ноября 2012 года солист Натан Барлоу объявил, что Luna Halo отыграют свой последний концерт 8 декабря 2012 года в 12th and Porter в Нашвилле, штат Теннесси. Это шоу ознаменовало бы не только последнее выступление группы, но и празднование их двенадцатилетнего юбилея.
Также песня из их альбома 2007 года под названием «I’m Alright» была включена в игру FlatOut: Ultimate Carnage в качестве саундтрека.

## Участники группы
- Натан Барлоу — вокал, гитара (теперь с Five Knives)
- Кэри Барлоу — гитара, вокал
- Виктор Броден — бас
- Джонатан Смит или под псевдонимом TheRealJonSmith — ударные

## Дискография
- Sanctuary (1999)
- Shimmer (2000)
- Luna Halo (EP) (2002)
- New Drug (EP) (2003)
- Wasting Away (EP) (2004)
- Tour (EP) (2006)
- Luna Halo (EP) (2007)
- Luna Halo (2007)

## Использованная литература
- 1.allmusic (((Luna Halo > Overview)))
- 2.Luna Halo brings heavenly rock — Arts and Entertainment Archived 2007-09-28 at the Wayback Machine
- 3.Barlowe, Nathan. «LH Show 1». Facebook. Retrieved 28 November 2012.